# Permitividad
La permitividad eléctrica (llamada también constante dieléctrica para dieléctricos homogéneos) es un parámetro físico de los materiales que describe cuánto son afectados por un campo eléctrico. La información del campo eléctrico está contenida en los vectores E y D, donde E es la intensidad y D es el desplazamiento eléctrico o densidad de flujo eléctrico. Es este último el que da cuenta de la influencia del campo sobre un material (análogo al vector B del campo magnético, llamado "densidad de flujo magnético" o "inducción magnética" sobre un material).
La permitividad eléctrica del vacío es constante y está dada por {\displaystyle \varepsilon _{0}} = 8.8541878176x10-12 C2 / (N·m²). 
La permitividad está determinada por la tendencia de un material a polarizarse ante la aplicación de un campo eléctrico y de esa forma anular parcialmente el campo interno del material. Está directamente relacionada con la susceptibilidad eléctrica. Por ejemplo, en un condensador una alta permitividad hace que la misma cantidad de carga eléctrica se almacene con un campo eléctrico menor y, por ende, a un potencial menor, llevando a una mayor capacidad del mismo.

## Explicación
En electromagnetismo se define el campo de desplazamiento eléctrico D o flujo eléctrico {\displaystyle \Phi _{E}}, como el campo eléctrico E multiplicado por la permitividad eléctrica del medio. De este modo el D solo es inducido por las cargas libres y no por las cargas dipolares. La relación de ambos campos (para medios lineales) con la permitividad es:
{\displaystyle \mathbf {D} =\varepsilon \cdot \mathbf {E} }
donde ε es un escalar si el medio es isótropo o un tensor de segundo orden en otros casos. Y su relación con el vector polarización P de la que deriva esta última viene dada por la siguiente ecuación:
{\displaystyle \mathbf {D} =\varepsilon _{0}\cdot \mathbf {E} +\mathbf {P} }
A partir de la cual y empleando los resultados del estudio del campo eléctrico y equilibrio en un dieléctrico, conseguimos de la ecuación que en un dieléctrico relaciona al campo a escala macroscópica con el campo medio creado por todos los dipolos y el campo local (el percibido por cada dipolo):
{\displaystyle \mathbf {E} =<\mathbf {E} >+\mathbf {E_{LOC}} }
En esta expresión gracias a haber calculado el campo medio creado por todos los dipolos podemos relacionar <E> (campo medio) con la polarización eléctrica (P):
{\displaystyle <\mathbf {E} >=-{\frac {\mathbf {P} }{3\varepsilon _{0}}}}
de este modo tenemos:
{\displaystyle \mathbf {E} =<\mathbf {E} >+\mathbf {E_{LOC}} =-{\frac {\mathbf {P} }{3\varepsilon _{0}}}+\mathbf {E_{LOC}} }
Como sabemos que la polarización se puede escribir en función del momento dipolar y este relacionarse con el campo eléctrico macroscópico (E) tenemos:
{\displaystyle \mathbf {P} =N\cdot \mathbf {p} =N\cdot \alpha \cdot \mathbf {E_{LOC}} =N\cdot \alpha \cdot (\mathbf {E} +{\frac {\mathbf {P} }{3\varepsilon _{0}}})}
Donde α es la polarizabilidad, N el número de dipolos y p el momento dipolar. De esta expresión podemos despejar P de la siguiente manera:
{\displaystyle \mathbf {P} ={\frac {\mathbf {N\cdot \alpha } }{1-{\frac {N\cdot \alpha }{3\cdot \varepsilon _{0}}}}}\cdot \mathbf {E} =\chi _{e}\cdot \varepsilon _{0}\cdot \mathbf {E} }
siendo la {\displaystyle \chi _{e}} susceptibilidad eléctrica de este modo podemos llegar a la relación inicial entre D y E sabiendo que la permitividad relativa {\displaystyle \varepsilon _{r}=1+\chi _{e}} y que la permitividad {\displaystyle \varepsilon =\varepsilon _{r}\cdot \varepsilon _{0}} por lo tanto podemos llegar a nuestra relación a partir de la expresión que relaciona campo de desplazamiento eléctrico D, como el campo eléctrico E y polarización P que ya habíamos visto:
{\displaystyle \mathbf {D} =\varepsilon _{0}\cdot \mathbf {E} +\mathbf {P} =\varepsilon _{0}\cdot (1+\chi _{e})\cdot \mathbf {E} =\varepsilon _{0}\cdot \varepsilon _{r}\cdot \mathbf {E} =\varepsilon \cdot \mathbf {E} }
La permitividad, tomada en función de la frecuencia, puede tomar valores reales o complejos. Generalmente no es una constante, ya que puede variar con la posición en el medio, la frecuencia del campo aplicado, la humedad o la temperatura, entre otros parámetros. En un medio no lineal, la permitividad puede depender de la magnitud del campo eléctrico.
La unidad de medida en el SI es el faradio por metro (F/m). D se mide en culombios por metro cuadrado (C/m²), mientras que E se mide en voltios por metro (V/m).
D y E representan el mismo fenómeno, la interacción entre objetos cargados. D está relacionado con las densidades de carga asociada a esta interacción. E se relaciona con las fuerzas y diferencias de potencial involucradas. La permitividad del vacío {\displaystyle \varepsilon _{0}}, es el factor de escala que relaciona los valores de D y E en ese medio. {\displaystyle \varepsilon _{0}} es igual a 8.8541878176...×10-12 F/m.

## Permitividad del vacío
La permitividad del vacío {\displaystyle \varepsilon _{0}} es el cociente de los campos D/E en ese medio. También aparece en la ley de Coulomb como parte de la constante de fuerza de Coulomb, {\displaystyle {\tfrac {1}{4\pi \varepsilon _{0}}}}, que expresa la atracción entre dos cargas unitarias en el vacío.
{\displaystyle \varepsilon _{0}={\frac {1}{c^{2}\mu _{0}}}={\frac {625000}{22468879468420441\pi }}\,{\frac {\mathrm {F} }{\mathrm {m} }}=8.8541878176\ldots \times 10^{-12}\ \mathrm {F/m} ,}
donde {\displaystyle c} es la velocidad de la luz y {\displaystyle \mu _{0}} es la permeabilidad magnética del vacío. Estas tres constantes están totalmente definidas en unidades del SI.

## Permitividades absoluta y relativa
La permitividad de un material se da normalmente en relación con la del vacío, denominándose permitividad relativa, {\displaystyle \varepsilon _{r}} (también llamada constante dieléctrica en algunos casos). La permitividad absoluta se calcula multiplicando la permitividad relativa por la del vacío:
{\displaystyle \varepsilon =\varepsilon _{r}\varepsilon _{0}=(1+\chi _{e})\varepsilon _{0}}
donde {\displaystyle \,\chi _{e}} es la susceptibilidad eléctrica del material. En la siguiente tabla se muestran las permitividades relativas de algunos dieléctricos:
| Material         | {\displaystyle \varepsilon _{r}} (adimensional)  |
| ---------------- | ------------------------------------------------ |
| Aceite mineral   | 2,7                                              |
| Aceite           | 2,8                                              |
| Agua destilada   | 80                                               |
| Caucho           | de 2,1 a 2,9                                     |
| Acetona          | 191                                              |
| Aire             | 1,00058986 ± 0,00000050 (en CNPT, para 0,9 MHz), |
| Papel            | 1,5                                              |
| Papel parafinado | 3,7                                              |
| Parafina         | 2,1                                              |
| Cuarzo           | 4,5                                              |
| PVC              | de 30 a 40                                       |
| Baquelita        | 5                                                |
| Vidrio           | de 5,6 a 10                                      |
| Mica             | 5,4                                              |

## La permitividad en los medios
En el caso común de un medio isótropo, D y E son vectores paralelos y {\displaystyle \varepsilon } es un escalar, pero en medios anisótropos, este no es el caso y {\displaystyle \varepsilon } es un tensor de rango 2 (lo que causa birrefringencia). La permitividad eléctrica {\displaystyle \varepsilon } y la permeabilidad magnética {\displaystyle \mu } de un medio determinan la velocidad de fase v de radiación electromagnética dentro del mismo:
{\displaystyle \varepsilon \mu ={\frac {1}{v^{2}}}}
Cuando un campo eléctrico es aplicado a un medio, una corriente fluye. La corriente total que discurre por un material real está, en general, compuesta de dos partes: una corriente de conducción y una de desplazamiento. La corriente de desplazamiento puede pensarse como la respuesta elástica de un material al campo eléctrico aplicado. Al aumentar la magnitud del campo eléctrico, la corriente de desplazamiento es almacenada en el material, y cuando la intensidad del campo disminuye, el material libera la corriente. El desplazamiento eléctrico se puede separar entre una contribución del vacío y una del material:
{\displaystyle \mathbf {D} =\varepsilon _{0}\mathbf {E} +\mathbf {P} =\varepsilon _{0}\mathbf {E} +\varepsilon _{0}\chi \mathbf {E} =\varepsilon _{0}\mathbf {E} \left(1+\chi \right),}
donde P es la polarización del medio y {\displaystyle \chi } es la susceptibilidad eléctrica. Se deduce que la permitividad relativa y la susceptibilidad de un material están relacionadas, 
{\displaystyle \varepsilon _{r}=\chi +1}.

## Absorción
En electricidad, se llama absorción a la propiedad de un dieléctrico utilizado en un condensador por el cual fluye una pequeña corriente de carga después de que las placas han alcanzado el potencial final, y por el que también fluye una pequeña corriente de descarga después de haber sido cortocircuitadas las placas, al haber interrumpido el cortocircuito durante unos minutos, y nuevamente haber sido cortocircuitadas. Denominada también saturación dieléctrica.